# Pro Pinball
Pro Pinball ist der gemeinsame Titel einer Reihe von bisher vier Flipperautomaten-Simulationen auf verschiedenen Computer- und Spielekonsolen-Plattformen. Im Gegensatz zu den Pinball-Computerspielen anderer Hersteller enthielt jede Ausgabe der Reihe nur einen einzigen simulierten Flippertisch. Die von der Firma Cunning Developments entwickelten Spiele wurden von Empire Interactive vertrieben.
Der erste in der Reihe veröffentlichte Titel war 1995 Pro Pinball: The Web, der für IBM-PC und Apple-Rechner sowie 1996 für die Spielekonsolen PlayStation und Sega Saturn erschien. Ein Jahr später wurde mit Pro Pinball: Timeshock! die zweite Simulation veröffentlicht, erneut für IBM-PC und Apple sowie 1998 für die PlayStation. Der dritte Teil erschien 1998 unter dem Titel Pro Pinball: Big Race USA für IBM-PC, 1999 für Apple und 2000 für die PlayStation. Als bisher letzten Titel veröffentlichte Empire Interactive im Jahr 1999 Pro Pinball: Fantastic Journey für IBM-PC und ein Jahr später für Apple-Rechner und die PlayStation. Die drei Titel Timeshock!, Big Race USA und Fantastic Journey erschienen 2001 als Spielesammlung (Compilation) mit dem Titel Pro Pinball Trilogy für die Dreamcast und 2005 unter dem Titel Ultimate Pro Pinball auch für die Spielkonsolen PlayStation 2 und Xbox.
Das besondere an den Simulationen der Pro-Pinball-Reihe waren die durch 3D-Rendering-Software berechneten Grafiken für die Flippertische und die Spielelemente. Dies ermöglichte eine, gemessen an der Hardware der Zielplattformen, sehr realistische isometrische Darstellung des gesamten Tisches mit hohen Grafikauflösungen und flüssigem Spielablauf. Insbesondere Pro Pinball: The Web setzte bei seinem Erscheinen neue Maßstäbe im Bereich von Pinball-Simulationen. Die bis dahin in diesem Bereich verfügbaren Spiele verwendeten im Gegensatz dazu nahezu ausschließlich eine zweidimensionale Darstellung mit fortlaufender Verschiebung (Scrolling) eines Ausschnittes des Flippertisches entsprechend der Position der Kugel. Neben der grafischen Gestaltung war bei den Pro-Pinball-Simulationen aber auch die Umsetzung der physikalischen Gegebenheiten eines Flipperautomaten, wie beispielsweise die Bewegung der Kugel und ihre Reaktion auf die Elemente des Tisches, deutlich realistischer als bei anderen Pinball-Spielen.
2012 scheiterte ein Versuch, überarbeitete Versionen aller vier bisherigen Tische sowie einen neuen Tisch über eine Crowdfunding-Kampagne auf der Plattform Kickstarter zu finanzieren. Im darauffolgenden Jahr wurde eine neue Kickstarter-Kampagne gestartet, mit der zunächst nur eine Neuauflage des Tisches Timeshock! anvisiert wurde, mit dem Ziel, im Erfolgsfall nach Möglichkeit daraufhin erst die anderen alten Tische und dann neue Tische nach und nach folgen zu lassen. Diese Kampagne lief erfolgreich, so dass nun zunächst Versionen für Windows, OS X, iOS und Android, später für Linux und Xbox Live Arcade produziert werden, denen bei entsprechenden Verkäufen Versionen für weitere Systeme folgen könnten. Der Versuch, bei Steam Greenlight genügend Unterstützung für die Neuauflage zu erhalten, war ebenfalls erfolgreich, sodass sie auch bei Steam erhältlich sein wird. Eine erste Alpha-Version wurde im April 2014 veröffentlicht. Die iOS-Version wurde am 29. Januar 2015 veröffentlicht. Außerdem wurde ein zweites Unternehmen gegründet, welches einen echten Timeshock-Flipper bauen soll.